# ابواسحاق انصاری تلمسانی
ابراهیم انصاری تلمسانی شهرت‌یافته با کُنیه‌اش ابواسحاق (۱۲۱۲–۱۳۰۰م) فقیه و ادیب عربی اندلسی در سدهٔ هفتم هجری/سیزدهم میلادی بود. به منظومهٔ شعری‌اش با عنوان الفرائض شهرت یافت که تلمسانیة نیز نامیده می‌شود. مقالة فی علم العروض الدوبیتی (گفتاری در عروض دوبیتی) نیز از آثار اوست.

## زندگی
نسب کاملش «ابراهیم بن ابی‌بکر بن عبدالله بن موسی» ذکر شده است.  خاستگاهش وقش (هوئکاس کنونی)، زادگاهش تلمسان بود و سه سال در گرانادا سکونت داشت، سپس تا پایان عمر باشندهٔ مالاگا بود. وی در ۶۹۰ هجری در سبته وفات یافت. 
زندگی‌نامه‌نویسان، تلمسانی را «فقیهی آگاه و مبرّز در احکام واجبات و مستحبات ، مسلط به شرایط عقود و قراردادها و توانا در سرودن شعر» دانسته‌اند؛ زیرکی، تواضع ، حافظه قوی، ساده زیستی و حُسن خلق را نیز از صفات وی بر شمرده‌اند. 